# ضریب پری (حسگر تصویر)
ضریب پُری یک آرایه حسگر تصویر، نسبت ناحیه حساس به نور پیکسل به مساحت کل آن است. برای پیکسل‌های بدون ریزعدسی، ضریب پُری نسبت مساحت فتودیود به کل سطح پیکسل است، اما استفاده از ریزعدسی‌ها با همگرا کردن نور از کل ناحیه پیکسل به فتودیود، ضریب پری مؤثر را اغلب به نزدیک به ۱۰۰ درصد افزایش می‌دهد.
مورد دیگری که ضریب پُری یک تصویر را کاهش می‌دهد، اضافه کردن حافظه اضافی در کنار هر پیکسل برای دستیابی به اثر شاتر سراسری (به انگلیسی: global shutter effect) در حسگر سیماس است.

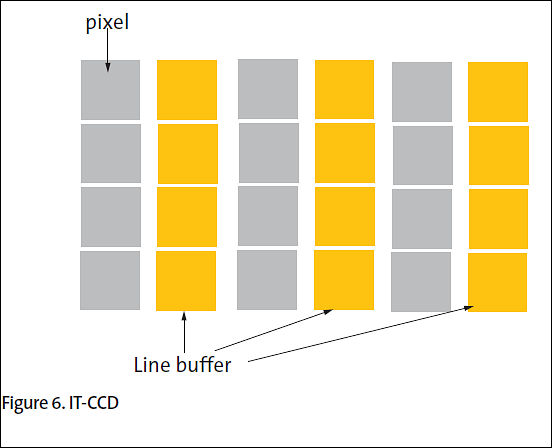
حافظه اضافی برای دستیابی به اثر شاتر سراسری برای حسگر سیماس.